# Sambubiose

SNFG-Darstellung von Sambubiose

Sambubiose ist ein Disaccharid, das aus je einer Einheit Glucose und Xylose besteht, und natürlich als Bestandteil verschiedener Anthocyane vorkommt.

## Vorkommen
Sambubiose kommt natürlich in diversen Anthocyanen vor. Das wichtigste Anthocyan der Roselle ist Delphinidin-3-O-sambubiosid, das von Maquibeeren (Aristotelia chilensis) ist Delphinidin-3-O-sambubiosid-5-O-glucosid. Eines der wichtigsten Anthocyane im schwarzen Holunder ist Cyanidin-3-O-sambubiosid. Davidsonia pruriens enthält Sambubioside von Cyanidin, Delphinidin und Peonidin. Hibiscus mutabilis enthält Quercetin-Sambubiosid. Auch diverse Arten der Gattung Rubus enthalten Sambubioside. Verschiedene Blumen (darunter der Goldlack, das Einjährige Silberblatt und die Garten-Levkoje) enthalten Sambubioside, bei denen die Sambubiose zusätzlich acyliert ist, wobei die vorkommenden Acylreste von der Cumarinsäure, Kaffeesäure und Ferulasäure abstammen.

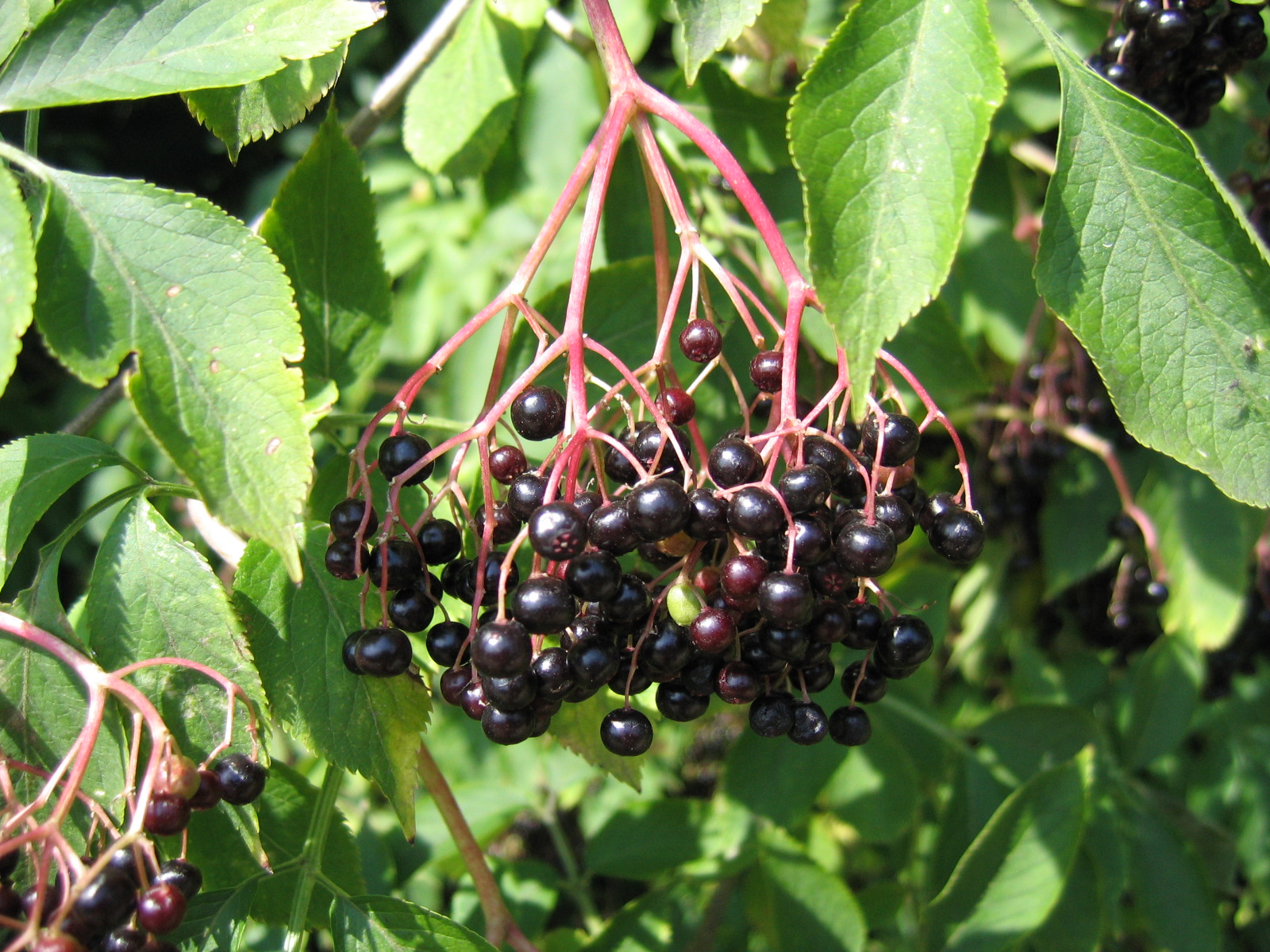
Schwarzer Holunder
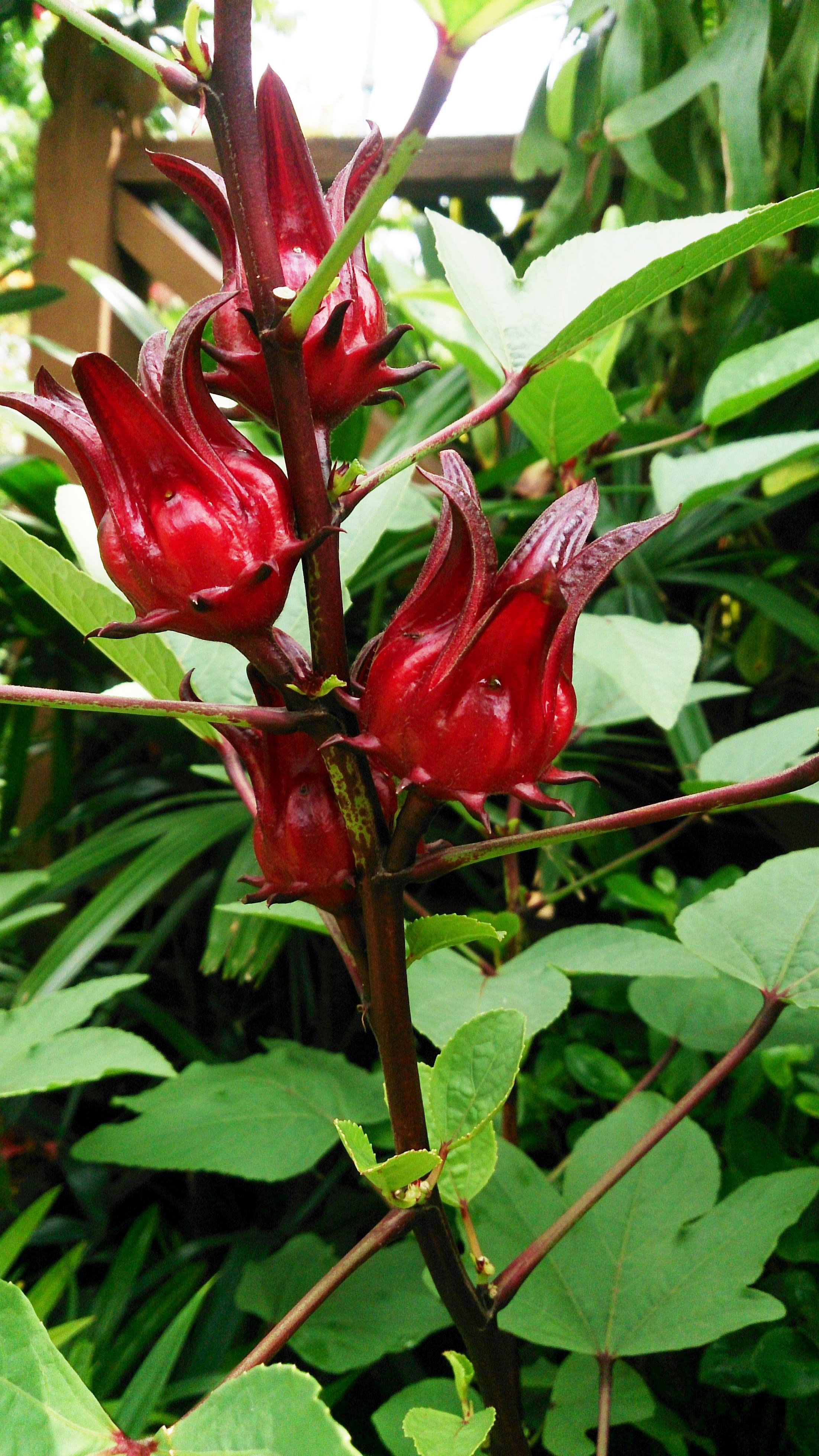
Roselle
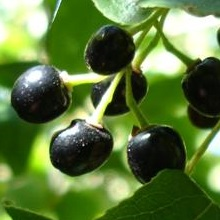
Maquibeeren

## Synthese
Eine Synthese von Sambubiose ist möglich mittels der Trichloracetimidat-Methode aus Allyl-3,5,6-tri-O-benzyl-β-D-glucofuranosid und 2,3,4-tri-O-acetyl-D-xylopyranosyl-alpha-trichloracetimidat mit Trimethylsilyltriflat als Katalysator. Das Produkt dieser Reaktion muss nur noch entschützt werden, um Sambubiose zu erhalten.

## Nachweis
Nach Umwandlung in einen Oximether und Derivatisierung mit Trimethylsilylgruppen kann Sambubiose durch GC-MS nachgewiesen werden.